# Дума Ставропольского края
Ду́ма Ставропо́льского кра́я (до 2010 года — Госуда́рственная ду́ма Ставропо́льского кра́я) — законодательный (представительный) однопалатный орган государственной власти Ставропольского края, является постоянно действующим высшим и единственным органом законодательной власти края.

## История
В 1994 году Дума Ставропольского края первого созыва начала свою работу. Первым ее председателем стал Валерий Зеренков.
Депутаты Ставропольской краевой Думы первого созыва заложили основы краевого законодательства.
Начало преобразованиям российской законодательной власти было положено в сентябре 1993 года изданием Указа Президента России «О поэтапной конституционной реформе в Российской Федерации».
Выборы в первую краевую Думу состоялись 27 марта 1994 года.
Думе пришлось работать в период тяжелого экономического кризиса, охватившего всю страну. Катастрофически упал объем промышленного производства, еще хуже обстояли дела в сельском хозяйстве, погрязшем в долгах и неплатежах.
Неудивительно, что все бюджеты, которые принимала Дума, имели четко выраженный дефицитный характер. Например, бюджет 1994 года не покрывал расходы и на четверть. Федеральный центр выделял лишь часть необходимых дотаций.
В итоге были приняты законы «О социальной защите отдельных категорий граждан — жителей Ставропольского края от негативных последствий, вызванных несвоевременной выплатой пенсий, пособий и заработной платы», постановление «О мерах защиты жителей Ставропольского края от нарушений их прав и интересов», а также ряд других правовых актов, направленных на улучшение материально-бытовых условий населения.
В крае выполнялись 27 федеральных целевых программ, таких как «Дети России», «Жилье», «Развитие образования», «Молодежь России», «Экологическая безопасность». Несмотря на недостаточное финансирование из федерального центра, они не были свернуты.
На постоянном контроле у депутатов находился Закон «О ветеранах». Это позволило только за два с половиной года установить участникам и инвалидам Великой Отечественной войны, подавшим заявку, свыше 7300 телефонов на сумму 12 миллиардов неденоминированных рублей, было приобретено 658 автомобилей.
Поддержке краевой экономики способствовало принятие Законов «О налоговой политике в Ставропольском крае», «Об инвестиционной политике в Ставропольском крае», «О поддержке малого предпринимательства в Ставропольском крае», «О племенном деле в животноводстве», «О лицензировании деятельности по производству этилового спирта и алкогольной продукции в Ставропольском крае».
Благодаря принятию Закона Ставропольского края «О племенном деле в животноводстве» удалось сохранить целостность племенных хозяйств, предотвратить сброс высокоценных племенных животных. Если в общественном животноводстве маточное поголовье овец за 1996 год снизилось на 25 процентов, то в племенных хозяйствах — лишь на 10 процентов.
Защитить жителей края от некачественной продукции, сохранить собственного товаропроизводителя позволил Закон «О системе и порядке применения мер административного воздействия в области оборота этилового спирта и алкогольной продукции на территории Ставропольского края». Он принес в бюджет несколько миллиардов рублей.
С целью защиты интересов коренных жителей Ставрополья, было подготовлено Временное положение о пребывании и определении на постоянное место жительства в Ставропольском крае, Закон «Об административной ответственности за нарушение порядка пребывания и определения на постоянное место жительства в Ставропольском крае», Закон «О статусе жителя Ставропольского края».
Впоследствии Дума Ставропольского края переизбиралась в 1997, 2001, 2007, 2011, 2016 и 2021 году.

## Руководство
- Председатель Думы Ставропольского края — Николай Великдань.
- Первый заместитель председателя Думы Ставропольского края — Дмитрий Судавцов.
- Первый заместитель председателя Думы Ставропольского края — Андрей Петренко.
- Первый заместитель председателя Думы Ставропольского края — Виктор Гончаров.
- Заместитель председателя Думы Ставропольского края —  Ольга Дроздова.
- Заместитель председателя Думы Ставропольского края — Александр Кузьмин.

## Фракции
- Фракция «Единая Россия»;
- Фракция «Справедливая Россия — Патриоты — За правду»;
- Фракция «КПРФ».

## Комитеты
- Комитет по  по инвестициям, курортам и туризму
- Комитет по экономическому развитию и собственности;
- Комитет по бюджету, налогам и финансово-кредитной политике;
- Комитет по законодательству, государственному строительству и местному самоуправлению;
- Комитет по социальной политике и здравоохранению;
- Комитет по образованию, культуре, науке, молодёжной политике, средствам массовой информации и физической культуре;
- Комитет по казачеству, безопасности, межпарламентским связям и общественным объединениям;
- Комитет по аграрным и земельным вопросам, природопользованию и экологии;
- Комитет по промышленности, энергетике, строительству и жилищно-коммунальному хозяйству;
- Комитет по социальной политике и образованию.

Дальнейшая структура
- Аппарат Думы Ставропольского края (руководитель — Козлов Дмитрий Владимирович).
- Государственное казенное учреждение «Отдел по эксплуатации помещений Думы Ставропольского края» (руководитель — Вартанян Сергей Олегович).
- Совет Думы Ставропольского края.[3]

## Действующий созыв (2021 - 2026)
На 15 апреля 2022 года:
- Айтов Дионис Фотич
- Андрющенко Игорь Васильевич
- Аргашоков Валентин Габединович
- Басович Егор Сергеевич
- Белый Юрий Васильевич
- Битаров Андрей Викторович
- Богданов Иван Васильевич
- Великдань Николай Тимофеевич
- Ворожко Александр Васильевич
- Гонтарь Юрий Афанасьевич
- Гончаров Виктор Иванович
- Гончаров Жаник Валерьевич
- Дроздова Ольга Павловна
- Жданов Анатолий Иванович
- Завязкин Роман Алексеевич - лишен полномочий в связи с обвинительным приговором суда
- Зимина Анна Сергеевна
- Иванов Алексей Юрьевич
- Кашурин Николай Иванович
- Кирдяшев Юрий Александрович
- Ковалев Иван Иванович
- Коротченко Петр Вадимович
- Кузьмин Александр Сергеевич
- Лавров Игорь Викторович
- Лозовой Виктор Иванович
- Лопатин Николай Николаевич
- Макуха Михаил Владимирович
- Меликов Михаил Иосифович
- Муравьева Валентина Николаевна
- Мурашко Николай Анатольевич
- Надеин Виктор Викторович
- Насонов Артур Леонидович - сложил полномочия, находясь в эмиграции
- Николаев Игорь Олегович
- Олдак Александр Григорьевич
- Петренко Андрей Анатольевич
- Роев Николай Иванович
- Рожков Александр Николаевич - сложил полномочия
- Савичев Роман Валерьевич - лишен полномочий в связи с возбуждением уголовного дела, находится в СИЗО
- Сидорков Александр Павлович
- Скворцов Юрий Алексеевич
- Судавцов Дмитрий Николаевич
- Тапсиев Игорь Сергеевич
- Трухачев Владимир Иванович
- Фенева Лариса Михайловна
- Хенкина Любовь Викторовна
- Черницов Валерий Павлович
- Чурсинов Сергей Константинович
- Шевелев Сергей Арнольдович
- Шевченко Владимир Николаевич
- Шерпеев Заурбек Шатуевич
- Шуваев Дмитрий Иванович
- Якименко Иван Леонидович

## Консультативно-совещательные органы
Совет старейшин при председателе Думы Ставропольского края, Совет законодателей Ставропольского края, Совет политических партий, не представленных в Думе, при председателе Думы, Совет по взаимодействию с кредитными организациями при Думе, Совет молодых депутатов Ставропольского края.
Молодежный парламент при Думе Ставропольского края
При Думе Ставропольского края свою деятельность осуществляет Молодежный парламент.
Молодежный парламент при Думе Ставропольского края является совещательным и консультативным органом, осуществляющим свою деятельность на общественных началах.
С 2021 года срок полномочий Молодежного парламента при Думе Ставропольского края — пять лет.
Действующим председателем Молодежного парламента при Думе Ставропольского края является Ануприенко Максим Алексеевич.